# 阿毘達磨大毘婆沙論
阿毘達磨大毘婆沙論（あびだつま だいびばしゃろん、梵: Mahāvibhāṣa）は、仏教の注釈書の1つ。略称として、『大毘婆沙論』や『婆沙論』が用いられる傾向にある。また、これらの略称を用いる際には主に玄奘訳の『阿毘逹磨大毘婆沙論』を指す。

## 概要
本論は説一切有部の教説をまとめたとされる『発智論』に対する浩瀚な注釈書である。玄奘の伝える伝説によれば、カニシカ王がカシミールで主宰した結集の際の論蔵であるとされるが、定かではない。
本論は、玄奘訳の『阿毘逹磨大毘婆沙論』に対応するサンスクリット写本断片が一部発見されているものの、完全な梵本や蔵本は発見されていない。
それに対して漢訳においては玄奘による漢訳200巻（「新訳」と略称する）をはじめ、浮陀跋摩による漢訳60巻（「旧訳」と略称する）、僧伽跋澄による漢訳14巻（『鞞婆沙』と略称する）が存在する。
旧来、これらは同本異訳と見なされる傾向にあったが、近年の研究ではこれらは異本別訳と捉える傾向にある。

## 派生・影響
『阿毘曇心論』、『阿毘曇心論経』、『雑阿毘曇心論』、および『倶舎論』が本書の教理をまとめた綱要書であるとするのが木村泰賢以来、半ば定説化した学説である。

## 関連文献
- CiNii>婆沙論
- INBUDS>婆沙論